# Liste des monuments historiques de Hulshout
Cette page regroupe l'ensemble des monuments classés de la ville de Hulshout.
| Objet                                                  | Statut du classement? | Année de construction/architecte | Section communale | Adresse                      | Coordonnées                      | Numéro d'inventaire | Illustration                    |
| ------------------------------------------------------ | --------------------- | -------------------------------- | ----------------- | ---------------------------- | -------------------------------- | ------------------- | ------------------------------- |
| (nl) Langgestrekte hoeve                               |                       |                                  | Houtvenne         | Hoekske 1                    | 51° 02′ 24″ nord, 4° 47′ 53″ est | 41055               | Téléverser                      |
| (nl) Parochiekerk Sint-Adriaan                         |                       |                                  | Houtvenne         | J. Verlooyplein              | 51° 02′ 30″ nord, 4° 48′ 32″ est | 41056               | (nl) Parochiekerk Sint-Adriaan  |
| (nl) Breedhuis                                         |                       |                                  | Houtvenne         | J. Verlooyplein 36           | 51° 02′ 30″ nord, 4° 48′ 30″ est | 41057               | Téléverser                      |
| (nl) Langgestrekte hoeve                               |                       |                                  | Houtvenne         | Kleine Waterstraat 1         | 51° 02′ 27″ nord, 4° 48′ 34″ est | 41058               | Téléverser                      |
| (nl) Molenhof                                          | Oui                   |                                  | Houtvenne         | Kruisveststraat 2            | 51° 02′ 04″ nord, 4° 47′ 48″ est | 41059               | Téléverser                      |
| (nl) Pastorie                                          | Oui                   |                                  | Houtvenne         | Langestraat 6                | 51° 02′ 29″ nord, 4° 48′ 28″ est | 41060               | Téléverser                      |
| (nl) Schoolcomplex                                     |                       |                                  | Houtvenne         | Langestraat 11               | 51° 02′ 26″ nord, 4° 48′ 27″ est | 41061               | Téléverser                      |
| (nl) Schoolcomplex                                     |                       |                                  | Houtvenne         | Langestraat 9                | 51° 02′ 26″ nord, 4° 48′ 27″ est | 41061               | Téléverser                      |
| (nl) Langgestrekte hoeve                               |                       |                                  | Houtvenne         | Langestraat 82               | 51° 02′ 11″ nord, 4° 48′ 07″ est | 41063               | Téléverser                      |
| (nl) Wegkapel                                          |                       |                                  | Houtvenne         | Langestraat                  | 51° 01′ 50″ nord, 4° 47′ 41″ est | 41064               | Téléverser                      |
| (nl) Koudenberg Schrans, hoevegebouwen                 |                       |                                  | Houtvenne         | Provinciebaan 6              | 51° 03′ 20″ nord, 4° 48′ 00″ est | 41065               | Téléverser                      |
| (nl) Sint-Annakapel                                    | Oui                   |                                  | Houtvenne         | Provinciebaan                | 51° 03′ 22″ nord, 4° 48′ 01″ est | 41066               | Téléverser                      |
| (nl) Dubbelhuis, Openbaren Bibliotheek en jeugdlokalen |                       |                                  | Houtvenne         | Schoolstraat 13              | 51° 02′ 32″ nord, 4° 48′ 36″ est | 41067               | Téléverser                      |
| (nl) Langgestrekte hoeve                               |                       |                                  | Houtvenne         | Stekkestraat 9               | 51° 02′ 45″ nord, 4° 47′ 59″ est | 41068               | Téléverser                      |
| (nl) Toreken                                           | Oui                   |                                  | Hulshout          | Booischotseweg               | 51° 03′ 53″ nord, 4° 47′ 06″ est | 41069               | Téléverser                      |
| (nl) 't Bergske, hoeve                                 | Oui                   |                                  | Hulshout          | Booischotseweg 132           | 51° 03′ 46″ nord, 4° 46′ 55″ est | 41070               | Téléverser                      |
| (nl) Prairie Hoeve                                     | Oui                   |                                  | Hulshout          | Geersbroekstraat 31          | 51° 04′ 02″ nord, 4° 48′ 25″ est | 41071               | Téléverser                      |
| (nl) School                                            |                       |                                  | Hulshout          | Grote Baan 90                | 51° 04′ 33″ nord, 4° 47′ 15″ est | 41073               | Téléverser                      |
| (nl) School                                            |                       |                                  | Hulshout          | Grote Baan 92                | 51° 04′ 33″ nord, 4° 47′ 15″ est | 41073               | Téléverser                      |
| (nl) School                                            |                       |                                  | Hulshout          | Grote Baan 94                | 51° 04′ 33″ nord, 4° 47′ 15″ est | 41073               | Téléverser                      |
| (nl) Onderwijzerswoning                                |                       |                                  | Hulshout          | Grote Baan 96                | 51° 04′ 33″ nord, 4° 47′ 16″ est | 41074               | Téléverser                      |
| (nl) Woning                                            |                       |                                  | Hulshout          | Grote Baan 98                | 51° 04′ 33″ nord, 4° 47′ 17″ est | 41075               | Téléverser                      |
| (nl) Parochiekerk Sint-Mattheüs                        | Oui                   |                                  | Hulshout          | Grote Baan                   | 51° 04′ 30″ nord, 4° 47′ 28″ est | 41076               | (nl) Parochiekerk Sint-Mattheüs |
| (nl) Pastorie met omringende tuin                      |                       |                                  | Hulshout          | Grote Baan 117               | 51° 04′ 31″ nord, 4° 47′ 29″ est | 41077               | Téléverser                      |
| (nl) Geboortehuis van Vital Celen                      |                       |                                  | Hulshout          | Grote Baan 119               | 51° 04′ 31″ nord, 4° 47′ 32″ est | 41078               | Téléverser                      |
| (nl) Sint-Annakapel                                    | Oui                   |                                  | Hulshout          | Grote Baan                   | 51° 04′ 17″ nord, 4° 48′ 47″ est | 41079               | Téléverser                      |
| (nl) Bergerhof, hoeve                                  |                       |                                  | Hulshout          | Kerkstraat 11                | 51° 04′ 37″ nord, 4° 47′ 29″ est | 41080               | Téléverser                      |
| (nl) Gemeentehuis                                      |                       |                                  | Hulshout          | Prof. Dr. Vital Celenplein 2 | 51° 04′ 33″ nord, 4° 47′ 17″ est | 41081               | Téléverser                      |
| (nl) Kapelletje van Klein Brustem                      |                       |                                  | Hulshout          | Vaartdijkstraat              | 51° 04′ 07″ nord, 4° 48′ 14″ est | 41082               | Téléverser                      |
| (nl) Gebouw, Vrije school                              |                       |                                  | Westmeerbeek      | Heide 16                     | 51° 03′ 44″ nord, 4° 50′ 28″ est | 41083               | Téléverser                      |
| (nl) Woning                                            | Oui                   |                                  | Westmeerbeek      | Heide 40                     | 51° 03′ 48″ nord, 4° 50′ 42″ est | 41084               | Téléverser                      |
| (nl) Kasteel Ter Borght of Nieuw Hof                   | Oui                   |                                  | Westmeerbeek      | Heide 41                     | 51° 03′ 51″ nord, 4° 50′ 37″ est | 41085               | Téléverser                      |
| (nl) Kasteel Ter Borght of Nieuw Hof                   | Oui                   |                                  | Westmeerbeek      | Heide 43                     | 51° 03′ 51″ nord, 4° 50′ 37″ est | 41085               | Téléverser                      |
| (nl) Hof Ter Borght, hoeve                             |                       |                                  | Westmeerbeek      | Heide 49                     | 51° 03′ 54″ nord, 4° 50′ 50″ est | 41086               | Téléverser                      |
| (nl) Hof Ter Borght, hoeve                             |                       |                                  | Westmeerbeek      | Heide 51                     | 51° 03′ 54″ nord, 4° 50′ 50″ est | 41086               | Téléverser                      |
| (nl) Woonstalhuisje                                    |                       |                                  | Westmeerbeek      | Heide 52                     | 51° 03′ 54″ nord, 4° 51′ 08″ est | 41087               | Téléverser                      |
| (nl) Langgestrekte hoeve                               |                       |                                  | Westmeerbeek      | Heieindestraat 1             | 51° 03′ 32″ nord, 4° 50′ 37″ est | 41088               | Téléverser                      |
| (nl) Herberg In de Ster                                |                       |                                  | Westmeerbeek      | Hoogzand 1                   | 51° 03′ 38″ nord, 4° 50′ 07″ est | 41089               | Téléverser                      |
| (nl) Breedhuis                                         |                       |                                  | Westmeerbeek      | Hoogzand 29                  | 51° 03′ 40″ nord, 4° 50′ 12″ est | 41091               | Téléverser                      |
| (nl) Dorpswoning                                       |                       |                                  | Westmeerbeek      | Hoogzand 38                  | 51° 03′ 39″ nord, 4° 50′ 14″ est | 41092               | Téléverser                      |
| (nl) Dorpswoning, onderwijzerswoning                   |                       |                                  | Westmeerbeek      | Hoogzand 48                  | 51° 03′ 40″ nord, 4° 50′ 16″ est | 41093               | Téléverser                      |
| (nl) Kapel Heilige Antonius van Padua                  |                       |                                  | Westmeerbeek      | Jozef Michielsstraat         | 51° 03′ 29″ nord, 4° 50′ 29″ est | 41094               | Téléverser                      |
| (nl) Vrije Basisschool                                 |                       |                                  | Westmeerbeek      | Mgr. Raeymaekersstraat 13    | 51° 03′ 39″ nord, 4° 50′ 00″ est | 41095               | Téléverser                      |
| (nl) Vrije Basisschool                                 |                       |                                  | Westmeerbeek      | Mgr. Raeymaekersstraat 15    | 51° 03′ 39″ nord, 4° 50′ 00″ est | 41095               | Téléverser                      |
| (nl) Pastoriegebouw                                    |                       |                                  | Westmeerbeek      | Mgr. Raeymaekersstraat 17    | 51° 03′ 39″ nord, 4° 49′ 58″ est | 41096               | Téléverser                      |
| (nl) Ceusterhuys                                       |                       |                                  | Westmeerbeek      | Netestraat 4                 | 51° 03′ 39″ nord, 4° 50′ 07″ est | 41097               | Téléverser                      |
| (nl) Parochiekerk Sint-Michiel                         | Oui                   |                                  | Westmeerbeek      | Netestraat                   | 51° 03′ 39″ nord, 4° 50′ 06″ est | 41098               | (nl) Parochiekerk Sint-Michiel  |
| (nl) Burgerhuis                                        |                       |                                  | Westmeerbeek      | Netestraat 17                | 51° 03′ 40″ nord, 4° 50′ 04″ est | 41099               | Téléverser                      |
| (nl) Breedhuis                                         |                       |                                  | Westmeerbeek      | Netestraat 21                | 51° 03′ 42″ nord, 4° 50′ 03″ est | 41100               | Téléverser                      |
| (nl) Breedhuis                                         |                       |                                  | Westmeerbeek      | Netestraat 23                | 51° 03′ 42″ nord, 4° 50′ 03″ est | 41100               | Téléverser                      |
| (nl) Dorpswoning                                       |                       |                                  | Westmeerbeek      | Netestraat 29                | 51° 03′ 43″ nord, 4° 50′ 03″ est | 41101               | Téléverser                      |
| (nl) De Huizekes, arbeiderswoningen                    |                       |                                  | Westmeerbeek      | Ramselsesteenweg 41          | 51° 03′ 21″ nord, 4° 50′ 09″ est | 41102               | Téléverser                      |
| (nl) De Huizekes, arbeiderswoningen                    |                       |                                  | Westmeerbeek      | Ramselsesteenweg 43          | 51° 03′ 21″ nord, 4° 50′ 09″ est | 41102               | Téléverser                      |
| (nl) De Huizekes, arbeiderswoningen                    |                       |                                  | Westmeerbeek      | Ramselsesteenweg 45          | 51° 03′ 21″ nord, 4° 50′ 09″ est | 41102               | Téléverser                      |
| (nl) De Huizekes, arbeiderswoningen                    |                       |                                  | Westmeerbeek      | Ramselsesteenweg 47          | 51° 03′ 21″ nord, 4° 50′ 09″ est | 41102               | Téléverser                      |
| (nl) De Huizekes, arbeiderswoningen                    |                       |                                  | Westmeerbeek      | Ramselsesteenweg 49          | 51° 03′ 21″ nord, 4° 50′ 09″ est | 41102               | Téléverser                      |
| (nl) De Huizekes, arbeiderswoningen                    |                       |                                  | Westmeerbeek      | Ramselsesteenweg 51          | 51° 03′ 21″ nord, 4° 50′ 09″ est | 41102               | Téléverser                      |
| (nl) De Huizekes, arbeiderswoningen                    |                       |                                  | Westmeerbeek      | Ramselsesteenweg 53          | 51° 03′ 21″ nord, 4° 50′ 09″ est | 41102               | Téléverser                      |
| (nl) De Huizekes, arbeiderswoningen                    |                       |                                  | Westmeerbeek      | Ramselsesteenweg 55          | 51° 03′ 21″ nord, 4° 50′ 09″ est | 41102               | Téléverser                      |
| (nl) De Huizekes, arbeiderswoningen                    |                       |                                  | Westmeerbeek      | Ramselsesteenweg 57          | 51° 03′ 21″ nord, 4° 50′ 09″ est | 41102               | Téléverser                      |
| (nl) De Huizekes, arbeiderswoningen                    |                       |                                  | Westmeerbeek      | Ramselsesteenweg 59          | 51° 03′ 21″ nord, 4° 50′ 09″ est | 41102               | Téléverser                      |
| (nl) De Huizekes, arbeiderswoningen                    |                       |                                  | Westmeerbeek      | Ramselsesteenweg 61          | 51° 03′ 21″ nord, 4° 50′ 09″ est | 41102               | Téléverser                      |
| (nl) De Huizekes, arbeiderswoningen                    |                       |                                  | Westmeerbeek      | Ramselsesteenweg 63          | 51° 03′ 21″ nord, 4° 50′ 09″ est | 41102               | Téléverser                      |
| (nl) De Huizekes, arbeiderswoningen                    |                       |                                  | Westmeerbeek      | Ramselsesteenweg 65          | 51° 03′ 21″ nord, 4° 50′ 09″ est | 41102               | Téléverser                      |
| (nl) De Huizekes, arbeiderswoningen                    |                       |                                  | Westmeerbeek      | Ramselsesteenweg 67          | 51° 03′ 21″ nord, 4° 50′ 09″ est | 41102               | Téléverser                      |
| (nl) De Huizekes, arbeiderswoningen                    |                       |                                  | Westmeerbeek      | Ramselsesteenweg 69          | 51° 03′ 21″ nord, 4° 50′ 09″ est | 41102               | Téléverser                      |
| (nl) De Huizekes, arbeiderswoningen                    |                       |                                  | Westmeerbeek      | Ramselsesteenweg 71          | 51° 03′ 21″ nord, 4° 50′ 09″ est | 41102               | Téléverser                      |
| (nl) Villa                                             |                       |                                  | Westmeerbeek      | Stationsstraat 24            | 51° 03′ 35″ nord, 4° 49′ 58″ est | 41103               | Téléverser                      |
| (nl) Vrijstaande villa                                 |                       |                                  | Westmeerbeek      | Stationsstraat 53            | 51° 03′ 33″ nord, 4° 49′ 47″ est | 41104               | Téléverser                      |
| (nl) Spoorwachtershuisje                               |                       |                                  | Westmeerbeek      | Stationsstraat 88            | 51° 03′ 35″ nord, 4° 49′ 30″ est | 41106               | Téléverser                      |
| (nl) Dorpsvilla                                        |                       |                                  | Westmeerbeek      | Stationsstraat 105           | 51° 03′ 32″ nord, 4° 49′ 27″ est | 41107               | Téléverser                      |
| (nl) Gebouw, meisjesschool                             |                       |                                  | Houtvenne         | Schoolstraat 13              | 51° 02′ 32″ nord, 4° 48′ 36″ est | 41188               | Téléverser                      |
| (nl) Gebouw, meisjesschool                             |                       |                                  | Houtvenne         | Schoolstraat 15              | 51° 02′ 32″ nord, 4° 48′ 36″ est | 41188               | Téléverser                      |
| (nl) Gebouw, meisjesschool                             |                       |                                  | Houtvenne         | Schoolstraat z.nr.           | 51° 02′ 32″ nord, 4° 48′ 36″ est | 41188               | Téléverser                      |